# وزارة المالية والاستقرار الاقتصادي والسياسات الوطنية (سريلانكا)
وزارة المالية والاستقرار الاقتصادي والسياسات الوطنية (بالسنهالية: මුදල්, ආර්ථික ස්ථායිකරණ සහ ජාතික ප්‍රතිපත්ති අමාත්‍යාංශය)‏ (بالتاميلية: நிதி, பொருளாதார நிலைப்படுத்தல் மற்றும் தேசிய கொள்கைகள் அமைச்சு)‏ والمعرُوفة اختصارًا وزارة الماليَّة هي وزارة ضمن حكومة سريلانكا والمسؤولة عن تطوير وتنفيذ سياسة المالية العامة للحكومة والسياسة الاقتصادية والتخطيط المالي طويل المدى في البلاد.
الوزير الحالي هو رانيل ويكريمسينغه.

## إدارات الخزانة
- قسم إدارة المشاريع ومراقبتها
- إدارة التخطيط القومي
- إدارة الموارد الخارجية
- إدارة الموازنة الوطنية
- إدارة المؤسسات العامة
- قسم الخدمات الإدارية
- إدارة السياسة المالية
- إدارة التجارة والتعرفة وسياسة الاستثمار
- إدارة تمويل التنمية
- دائرة المالية العامة
- إدارة الشؤون القانونية
- إدارة عمليات الخزينة
- دائرة حسابات الدولة
- قسم التدقيق الإداري.
- قسم إدارة تكنولوجيا المعلومات

## أنظر أيضا
- اقتصاد سريلانكا

## روابط خارجية
- حكومة سريلانكا
- الموقع الرسمي لوزارة الخزانة في سري لانكا
- معهد لاكشمان كاديرجامار للعلاقات الدولية والدراسات الإستراتيجية
- قصة نجاح دبلوماسية سريلانكية في القرن الثامن عشر